# كارل ماريا ويليجوت
كارل ماريا ويليجوت (بالألمانية: Karl Maria Wiligut)‏ (الملقب ويسثور، جارل ويدار، لوبسام؛ 10 ديسمبر 1866  - 3 يناير 1946) كان خبير تنجيم نمساوي وبريغيجاديه فوهرر. 

## حياة سابقة
تعمد ويليجوت كاثوليكي روماني  في فيينا. في سن ال 14، انضم إلى Kadettenschule هناك. في سن 17، تم تجنيده في فوج مشاة kuk في ميلانو الأول ملك صربيا. في 17 ديسمبر 1883 تم تعيينه في سلاح المشاة، وبعد أربعة أيام أصبح جيفرايتر (خاص). في عام 1888، تمت ترقيته إلى ملازم أول. 

## الحياة الشخصية
في عام 1906، تزوج من Malwine Leurs von Treuenringen  ولديه ابنتان، غيرترود ولوت. توفي شقيقه التوأم وهو رضيع، وهي مأساة دمرة لويليجوت، الذي كان يائسًا من وريث ذكر يمكنه أن ينقل إليه «معرفته السرية»، التي أبعدته عن زوجته.

## الموت
كانت سنوات ويليجوت الأخيرة غير آمنة: انتقل إلى أوفكيرشن في عام 1939، إلى جوسلار في عام 1940، وإلى وورثرسي في عام 1943، وبعد الحرب إلى معسكر للاجئين في سانت يوهان بالقرب من فيلدين، حيث أصيب بجلطة دماغية. بعد ذلك، سُمح له بالعودة إلى سالزبورغ، لكنه سرعان ما انتقل إلى أرولسن في هيس، حيث توفي في 3 يناير 1946.  قبره مكتوب عليه "UNSER LEBEN GEHT DAHIN WIE EIN GESCHWÄTZ" («حياتنا تمر بعيدًا مثل الدردشة الخاملة»). 

## الجوائز
- وسام الاستحقاق العسكري، من الدرجة الثالثة مع زخرفة الحرب والسيوف (النمسا-المجر)
- وسام الاستحقاق العسكري بالفضة والبرونز (النمسا - المجر)
- اليوبيل العسكرية الصليب
- وسام اليوبيل التذكاري
- الصليب التذكاري 1912/13
- كارل تروب كروس
- ميدالية الجرح (النمسا-المجر)
- الميدالية التذكارية للحرب النمساوية مع السيوف
- ميدالية أنشلوس
- ميدالية سودينلاند
- صليب الاستحقاق الحربي، من الدرجة الأولى والثانية مع السيوف

## الحواشي
1. 1 2 3 4  Lange 1998
2. ↑  Albrecht Malwine verh. Leurs von Treuenringen in Bozen, Südtirol 1847-1894 Vinkovce نسخة محفوظة 6 أغسطس 2018 على موقع واي باك مشين. [وصلة مكسورة]
3. ↑  Goodrick-Clarke 2003